# قمر سيئ (فلم)
قمر سيئ (بالإنجليزية: Bad Moon) هو فيلم أمريكي من كتابة واخراج ايريك ريد, وإنتاج جايمس ج. روبينسون عام 1996. تدور احداث الفيلم حول رجل وعائلته ومعانته من لعنة .
الفيلم مأخوذ من رواية ثور من تأليف واين سميث, الذي يقوم بحكاية الرواية من وجهة نظر الكلب ثور . تم نشر الرواية في المملكة المتحدة، ألمانيا, هولندا، الولايات المتحدة، السويد والنرويج .

## الحبكة
عندما كان المصور-الصحافي تيد وصديقته في بعثة في النيبال, قام بمهاجمتهم مستذئب واسفر الهجوم باصابة تيد بشكل بليغ ووفاة صديفته.
عند عودة تيد إلى بلاده يقوم بالعيش بعزلة في شمال-غرب البلاد حيث يعاني من إستذئابه . تقوم جانيت، شقيقة تيد، بدعوته لزيارتها وليعيش معها ومع ابنها بريت لفترة لكي يتخطى حزن خسارة صديقته. تبدأ الامور بأخذ انعطاف مخيف، بالذات عندما يرفض كلب العائلة المسمى «ثور» - كلب كبير من فصيلة الراعي الألماني- ان يقبل المستذئب الذي يعيش معهم .

## طاقم الممثلين
- مارييل همنغواي - جانيت
- مايكل باري - تيد
- ماسون غامبل - بريت

## تقييم الفيلم
حاز الفيلم على تقييم 20% على موقع الطماطم الفاسدة .